# Essequibo (kolonia)
Essequibo – dawna kolonia holenderska istniejąca w latach 1618-1815, położona nad rzeką Essequibo, w środkowej części obecnej Gujany.
Kolonia założona została w 1618 roku, jeszcze przed powołaniem Holenderskiej Kompanii Zachodnioindyjskiej (1621). Kilkadziesiąt kilometrów w górę rzeki Essequibo wzniesiony został Fort Kijkoveral, pełniący funkcję ośrodka administracyjnego. Początkowo Essequibo było niewielką placówką handlową skupującą od okolicznych plemion indiańskich egzotyczne drewno i barwniki. W 1657 roku Kompania Zachodnioindyjska zezwoliła osadnikom z zelandzkich miast Middelburg, Vlissingen i Veere na osiedlenie się w kolonii i założenie plantacji cukru. Rok później do Essequibo przybyła niewielka grupa żydowskich uchodźców z Nowej Holandii. W 1666 roku kolonia została zajęta i zniszczona przez Anglików.
Holendrzy wkrótce rozpoczęli odbudowę. W 1674 roku pełnię kontroli nad Essequibo otrzymała Kompania Zachodnioindyjska, która dwa lata później wydała pozwolenie na osadnictwo prywatnym inwestorom. W rezultacie nastąpił szybki rozwój kolonii. W 1680 roku w Essequibo znajdowała się jedna plantacja cukru, będąca własnością kompanii. Do 1687 roku przybyło 13 plantacji prywatnych. W 1700 roku Essequibo liczyło 4 plantacje Kompanii Zachodnioindyjskiej i 14 prywatnych. Łączna liczba ludności w tym okresie szacowana jest na 600-700, w tym około 500 niewolników (głównie sprowadzonych z Afryki, ale także Indian).
W latach 1708 i 1709 kolonia atakowana była przez francuskich korsarzy, czego skutkiem było niemal doszczętne zniszczenie plantacji (latem 1709 roku funkcjonowały tylko dwie cukrownie) oraz uprowadzenie dużej liczby pracujących na nich niewolników. W 1719 roku w Essequibo rozpoczęto uprawę kawy, w latach 30. XVIII wieku podejmowane zakończone niepowodzeniem próby uprawy kakaowców i indygowców. W 1735 roku kolonia liczyła 4-5 plantacji Kompanii Zachodnioindyjskiej i 25-30 plantacji prywatnych. Zamieszkiwało ją wówczas 66 europejskich osadników i 859 niewolników. W 1743 roku ośrodek administracyjny kolonii przeniesiony został do Fortu Zeelandia, który wzniesiono na znajdującej się nieopodal ujścia wyspie Flag (później zwanej Fort). W następstwie jego budowy wielu plantatorów przeniosło się w dół rzeki, który uprzednio nie był chroniony.
W latach 1782–1784, podczas IV wojny angielsko-holenderskiej Essequibo okupowane była przez wojska brytyjskie. Po raz kolejny kolonia zajęta została w 1803 roku. W 1815 roku Holendrzy formalnie odstąpili Essequibo Wielkiej Brytanii, która utworzyła z niej oraz z sąsiadującej na wschodzie Demerary kolonię Demerara-Essequibo, która w późniejszym czasie weszła w skład Gujany Brytyjskiej.